# Jablonné v Podještědí (stacja kolejowa)
Jablonné v Podještědí – stacja kolejowa w Jablonné v Podještědí, w kraju libereckim, w Czechach. Jest ważnym węzłem kolejowym o znaczeniu regionalnym. Znajduje się na wysokości 320 m n.p.m.
Jest zarządzana przez Správę železnic. Na stacji istnieje możliwość zakupu biletów i rezerwacji miejsc.

## Linie kolejowe
- 086 Liberec – Česká Lípa